# Scheibe SF 30 Club-Spatz
Pour les articles homonymes, voir Scheibe.
Dimensions
Le Scheibe SF 30 Club-Spatz  est un planeur monoplace de classe 15 m construit en Allemagne dans les années 1970 et destiné à l'utilisation en club.

## Conception et développement
Le travail de conception sur le Club-Spatz a commencé en 1973. Avec son envergure de 15 m, il a été conçu pour répondre aux besoins des clubs et des pilotes inexpérimentés : solide, facile à piloter et à entretenir. Il est de construction mixte, avec un fuselage en tubes d'acier entoilé et quelques éléments en fibre de verre et une aile en structure bois, contreplaqué et recouverte d'une peau en fibre de verre. En dépit de son nom, le Club-Spatz a aucun rapport avec le  L-Spatz précédent, mais a été développé à partir du Scheibe SF 27A Zugvogel-V.
C'est un monoplan à aile haute cantilever. Son aile est construite autour d'un longeron unique en bois. L'épaisseur relative de son profil Wortmann évolue de 18% à l'emplanture vers 12% au saumon. Le bord d'attaque est en mousse recouverte de fibre de verre. Le reste de l'aile est recouvert de contreplaqué. Les ailerons, munis de compensateur à ressort, sont entièrement en bois et des  aérofreins Schempp-Hirth sortent sur l'extrados.
Le fuselage du Club-Spatz utilise la technique traditionnelle chez Scheibe avec une construction en tube d'acier, des éléments en fibre de verre sur le nez et la queue et un entoilage entre les deux. L'habitacle, en avant de l'aile, est recouvert par une longue verrière en Plexiglas d'une seule pièce articulée sur le côté qui joint harmonieusement le nez et l'arrière de fuselage. Le fuselage se rétrécit jusqu'à un empennage classique. Les surfaces arrière sont en structure bois recouverte de contreplaqué. Le plan fixe de profondeur est monté sur le dessus du fuselage, il porte des gouvernes de profondeur compensées par ressort comme les ailerons. Le Club-Spatz se pose sur une roue fixe, non suspendue mais équipée d'un frein et sur une roulette de queue.
Le Club-Spatz a volé pour la première fois le 20 mai 1974. Au moins huit ont été construits, dont deux qui restaient inscrits au registre allemand des aéronefs civils en 2010.